# 花吹雪 (小説)
「花吹雪」（はなふぶき）は、太宰治の短編小説。「黄村先生」シリーズのうちの一つ。

## 概要
| 初出     | 書き下ろし                        |
| 単行本   | 『佳日』（肇書房、1944年8月20日） |
| 執筆時期 | 1943年5月～6月上旬に完成          |
| 原稿用紙 | 44枚                              |

本作品は『改造』1943年7月号に発表する予定で、原稿も改造社に渡してあったが、結局掲載はされなかった。妻の美知子は「戦争の影響を受けたもの」と推測している。上記の作品集『佳日』が初出となった。
森鷗外の「懇親会」が掲載された全集は『鷗外全集 著作篇 第二巻』（岩波書店、1936年6月5日）、「鷗外の年譜」が掲載された全集は『鷗外全集 著作篇 第十九巻』（岩波書店、1938年5月30日）であると判断される。